# Bath (Karolina Północna)
Bath – miejscowość w Stanach Zjednoczonych, w stanie Karolina Północna, w hrabstwie Beaufort. W 2000 r. miasto to zamieszkiwało 275 osób. Stosunkowo stare miasto (1705), dawna stolica Karoliny.